# Jo Gevers
Jo Gevers (13 februari 1930 - 6 oktober 2015) was een Belgisch acteur en toneelregisseur.

## Artistieke loopbaan
Jo Gevers was regisseur bij theaterhuis Malpertuis (Tielt) en maakte onder meer Nederlandse bewerkingen van klassieke stukken zoals deze van Shakespeare (Richard III en Hamlet).
Jo Gevers verving Bert de Wildeman als directeur van het Kortrijkse theatergezelschap Antigone.

### TV
Familie (1999) – Dr. Coleman

### Podiumproducties
(volgens data eerste opvoering)
- 1969: Een leeuw in de winter
- 1969: Smalle weg naar het diepe noorden
- 1971: Boesman en Lena
- 1971: ...En ook de bloemen werden geboeid
- 1971: Het soutterain
- 1972: Het balkon
- 1973: De dag dat ik ontdekte dat mijn kater pederast was.
- 1974: Weisville
- 1975: Liefdeskoncilie
- 1975: A Cristmas Carol
- 1975: Een leeuw in Vlaanderen
- 1976: De Archtict en de Keizer van Assyrië
- 1976: Steen
- 1977: Komen, Hijgen en Gaan
- 1977: Wie is bang voor Virginia Woolf?
- 1977: Een vrouw als wij... (met Leen Persijn)
- 1977: De Bungalow
- 1977: Fando en Lis
- 1978: De vos
- 1978: Joseph in Egypten
- 1978: José en de Cup
- 1979: Hamlet
- 1979: Rashomon
- 1980: School voor narren
- 1980: Kafka
- 1980: Een portabele Shakespeare
- 1981: He Joe? Geef het op!
- 1981: Minetti
- 1981: Johhny Limbo
- 1982: De raadsheer van Nevele
- 1982: Richard III
- 1983: Christmas Carol
- 1983: De Modeshow
- 1984: Een soort Alaska
- 1984: Katastrofe
- 1985: Happy Days
- 1985: Krapps laatste Band/Katastrofe
- 1985: Het respectabel Trouwfeest
- 1985: De Meiden
- 1985: Beckett 80
- 1986: Van Gogh door Vincent
- 1986: De roeping van de mens
- 1986: Verslag aan een academie + hongerkunstenaar
- 1986: De fysici
- 1986: Bugel & Basson
- 1986: Cage-Kafka
- 1986: De kersentuin
- 1987: Bakelandt en zijn groote rooverbende
- 1987: De roeping van de mens
- 1987: Samuel Beckett / Wat waar / Catastrophe / Ohio Improvisatie
- 1987: Interieur
- 1987: De huid vol
- 1988: de gedaanteverwisseling
- 1988: Chateau migraine
- 1988: Vincent Van Gogh.
- 1989: Luisteren naar Louis Paul Boon.
- 1989: De theatermaker
- 1990: Een wandeling in het bos
- 1990: Van Gogh door Vincent / Hommage aan Vincent Van Gogh
- 1990: A Christmas Carol
- 1991: Goya of de slaap van de rede
- 1991: Vincent Van Gogh. Naar zijn correspondentie
- 1994: Vandaag geen Hamlet
- 1995: Het Gigli Concert
- 1998: Keizer Karel, Komiek